# Wilhelm Gohlke (Waffenhistoriker)
Wilhelm Gohlke (* 17. September 1838 in Berlin; † 16. Januar 1919 in Bernkastel-Kues) war ein deutscher Feuerwerksoffizier und zählt zu den bekanntesten Waffenhistorikern des frühen 20. Jahrhunderts. Sein Forschungsgebiet umfasste hauptsächlich frühe Geschütze und Brandwaffen.

## Leben
Mit elf Jahren gelangte Gohlke an die Militär-Knabenerziehungsanstalt in Annaburg. Siebzehnjährig meldete er sich als Dreijährig-Freiwilliger zur 1. reitenden Batterie des 8. Artillerieregimentes.
An der Schlacht an den Düppeler Schanzen nahm er als Feuerwerker der königlich-preußischen Armee teil. Hier erkannte Gohlke die Wichtigkeit der Feuerwerkerei als neue Truppengattung. 1868 zu einem der ersten Feuerwerkeroffiziere ernannt, trieb Gohlke den Ausbau der Feuerwerkertruppe weiter voran. 1895 schied er als Hauptmann aus dem Dienst aus, 1912 erfolgte die Beförderung zum Major.
1914 meldete sich Gohlke im Alter von 76 Jahren freiwillig für den Ersten Weltkrieg, musste aber nach zwei Jahren im Winter vor Thorn aus gesundheitlichen Gründen zurücktreten.

## Werk
Bereits während seines aktiven Truppendienstes hatte sich Gohlke wissenschaftlich mit dem Feuerwerkswesen auseinandergesetzt und eine „Verwissenschaftlichung“ jener Truppengattung vorangetrieben.
Besonders nach seinem Ausscheiden aus dem Militärdienst widmete sich Gohlke den Studien zu Brandwaffen und zum Geschützwesen vor 1850. In diesem Kontext führte er die erste umfassende wissenschaftliche Katalogisierung der Geschützsammlung des Berliner Zeughauses durch. Seine Geschützstudien mündeten 1911 in der Publikation „Geschichte der gesamten Feuerwaffen bis 1850“, welche in vielen Bereichen der Militärgeschichte erstmals das Augenmerk auf die frühen Geschütze lenkte. Im Anschluss daran widmete Gohlke sich den Blank- und Schutzwaffen. Außerdem verfasste er eine Reihe von Aufsätzen zu mechanischen Geschützen der Antike und des Mittelalters sowie zu keramischen Handgranaten für die Zeitschrift für historische Waffenkunde.

## Schriften (Auswahl)
- Gesammelte Mitteilungen für die ehemaligen Mitglieder des Feuerwerkspersonals. Berlin 1910.
- Das Geschützwesen des Altertums und des Mittelalters. Teil 1–6. Zeitschrift für historische Waffenkunde. Band 5–6. 1911–1914.
- Geschichte der gesamten Feuerwaffen bis 1850. Die Entwicklung der Feuerwaffen von ihrem ersten Auftreten bis zur Einführung der gezogenen Hinterlader, unter besonderer Berücksichtigung der Heeresbewaffnung (= Sammlung Göschen 530). Göschen, Berlin 1911.
- Die blanken Waffen und die Schutzwaffen, ihre Entwicklung von der Zeit der Landsknechte bis zur Gegenwart (= Sammlung Göschen 631). Göschen, Berlin 1912.